# Greatest Hits (album Ricky’ego Martina)
Greatest Hits – album kompilacyjny Ricky’ego Martina, wydany 12 lipca 2011 roku w Wielkiej Brytanii i Europie nakładem Sony Music.

## Album
Greatest Hits to zbiór 17 największych przebojów Ricky’ego Martina, w tym takich jego światowych hitów, jak: „Livin’ la Vida Loca” (1. miejsce na listach przebojów w ponad 15 krajach, sprzedany w liczbie przeszło 22 milionów egzemplarzy) „She Bangs” i „Shake Your Bon-Bon” oraz przykładów jego współpracy z takimi artystami jak: Christina Aguilera („Nobody Wants to Be Lonely”) i Joss Stone („The Best Thing About Me Is You”).

## Lista utworów
Lista według Discogs:
| 1.  | Livin’ la Vida Loca                                                                   | 4:03    |
|     |                                                                                       |         |
| 2.  | María (Pablo Flores Spanglish Radio Edit)                                             | 4:29    |
|     |                                                                                       |         |
| 3.  | She Bangs (English Version)                                                           | 4:40    |
|     |                                                                                       |         |
| 4.  | Shake Your Bon-Bon                                                                    | 3:09    |
|     |                                                                                       |         |
| 5.  | Nobody Wants to Be Lonely (with Christina Aguilera)                                   | 4:09    |
|     |                                                                                       |         |
| 6.  | The Cup of Life (La Copa De La Vida) (The Official Song Of The World Cup, France '98) | 4:31    |
|     |                                                                                       |         |
| 7.  | La Bomba                                                                              | 4:34    |
|     |                                                                                       |         |
| 8.  | I Don’t Care (featuring Fat Joe & Amerie)                                             | 3:51    |
|     |                                                                                       |         |
| 9.  | Private Emotion (with Meja)                                                           | 4:00    |
|     |                                                                                       |         |
| 10. | She’s All I Ever Had                                                                  | 4:55    |
|     |                                                                                       |         |
| 11. | Come to Me                                                                            | 4:31    |
|     |                                                                                       |         |
| 12. | The Best Thing About Me Is You (featuring Joss Stone)                                 | 3:35    |
|     |                                                                                       |         |
| 13. | Spanish Eyes/Lola, Lola (Medley)                                                      | 5:46    |
|     |                                                                                       |         |
| 14. | Loaded                                                                                | 3:48    |
|     |                                                                                       |         |
| 15. | It’s Alright                                                                          | 3:31    |
|     |                                                                                       |         |
| 16. | Pégate (MTV Unplugged Version)                                                        | 3:10    |
|     |                                                                                       |         |
| 17. | Más (Wally Bilingual Remix)                                                           | 4:29    |
|     |                                                                                       |         |
|     |                                                                                       | 1:11:11 |
|     |                                                                                       |         |

## Listy tygodniowe
| Kraj            | Lista                 | Pozycja |
| --------------- | --------------------- | ------- |
| Szkocja         | Scottish Albums Chart | 26      |
| Wielka Brytania | UK Albums Chart       | 24      |